# Brandt Centre
Das Brandt Centre (früherer Name: Regina Agridome) ist eine Mehrzweckhalle in der kanadischen Stadt Regina, Provinz Saskatchewan. Sie ist Austragungsort der Heimspiele des Eishockeyteams Regina Pats, das in der Western Hockey League spielt, sowie 2012 der Frauen-Football-Mannschaft der Regina Rage aus der LFL Canada.

## Geschichte
Der Bau begann 1975, die Halle wurde am 2. Oktober 1977 eröffnet. Die Arena bietet bei Eishockeyspielen 6.200 Plätze und zu Konzerten maximal 7.129 Plätze und ersetzte das Regina Exhibition Stadium. Der jetzige Namensgeber ist seit 2005 das Landmaschinenunternehmen Brandt Industries aus Regina. Neben Eishockey- und Footballspielen finden im Brandt Centre Konzerte, Ausstellungen, Messen und weitere Sportveranstaltungen statt. So fand in den Jahren 1992 und 2006 die nationale Curling-Meisterschaft der Männer, The Brier genannt, und in den Jahren 1982, 1998 und 2008 die Meisterschaft der Frauen (Tournament of Hearts) in der Arena statt. Zudem wurde 1980 und 2001 der Memorial Cup, die kanadische Juniorenmeisterschaft im Eishockey, im Brandt Centre ausgetragen. 2010 war The Brandt neben dem Credit Union Centre in Saskatoon Spielort der Eishockey-Weltmeisterschaft der Junioren (U20). Im Jahr 2011 war die Halle Austragungsort der Curling-Weltmeisterschaft der Herren.

## Galerie

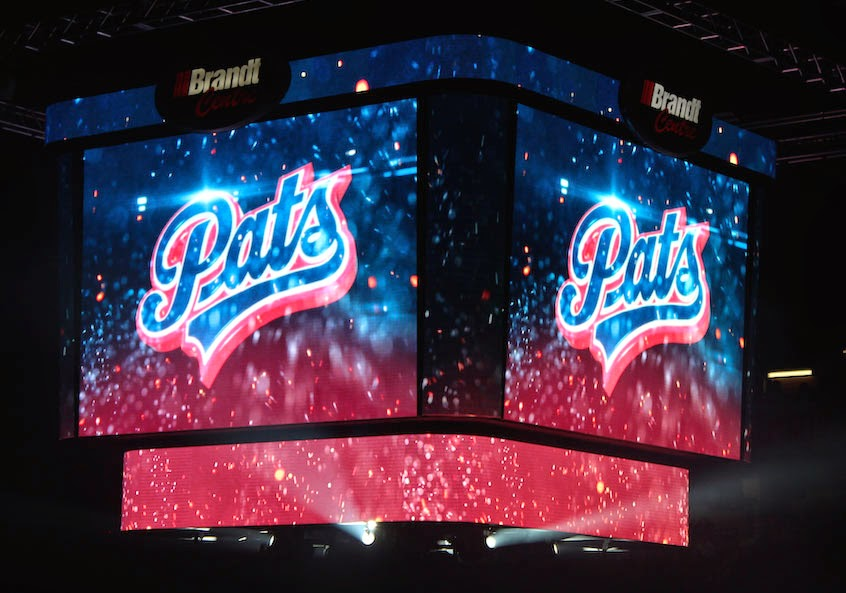
Der Videowürfel des Brandt Centre